# Arthur zu Erbach-Erbach und von Wartenberg-Roth
Franz Arthur Ludwig Adalbert zu Erbach-Erbach und von Warthenberg-Roth (* 1. September 1849 in Eulbach; † 7. Juni 1908 in Erbach (Odenwald)) war als Angehöriger des altadeligen Hauses Erbach Vertreter der Standesherrschaft Erbach-Erbach in der Ersten Kammer der Landstände des Großherzogtums Hessen.

## Familie
Arthur zu Erbach-Erbach war der sechste Sohn des Grafen Eberhard XV. zu Erbach-Erbach (1818–1884) und der Klothilde, geborene Gräfin zu Erbach-Fürstenau (1826–1871). Er war seit 1878 verheiratet mit Marie Friederike, geborene Prinzessin zu Bentheim-Tecklenburg (1857–1939). Das Paar hatte drei Söhne, Konrad (1881–1940), Eberhard (1886–1917) und Alexander (1891–1952).

## Leben
Nach Privatunterricht durch Hauslehrer schrieb er sich 1868 an der Universität Heidelberg in Rechtswissenschaften ein, wechselte aber 1869 an die Königlich Preußische Forstakademie Hannoversch Münden. Von 1871 an wirkte er bis 1903 als Kammerdirektor an der Gräflich Erbach-Erbach und Wartenberg-Rothischen Rentkammer in Erbach. 
Mit Vollmacht vom 13. Oktober 1905 vertrat er bis zu seinem Tod 1908 seinen Bruder, den regierenden Grafen Georg Albrecht IV. zu Erbach-Erbach (1844–1915) als Abgeordneten der Standesherrschaft Erbach-Erbach in der Ersten Kammer der Landstände des Großherzogtums Hessen; seine Vereidigung war am 10. Oktober 1905.
Er war Leiter der Christlich-sozialen Partei im Kreis Erbach.